# Shevington
Shevington is een civil parish in het bestuurlijke gebied Wigan, in het Engelse graafschap Greater Manchester met 9517 inwoners.